# Дом Навроцкого
Дом Навроцкого — памятник истории и архитектуры в Одессе (Украина), здание, в котором располагалось редакция газеты «Одесский листок». Находится  по адресу улица Ланжероновская, 8.

## История здания
Украшенное скульптурой и лепниной здание построено в 1891 году по проекту архитектора И. Ф. Яценко. На открытии здания 26 октября 1891 года присутствовал мэр города Маразли.
Изначально здание имело на один этаж меньше — в 2000 году был надстроен и оформлен в стиле фасада ещё один уровень.
Практически с первых дней своего существования дом украшали часы на башенке, и это было одно из немногих зданий города, имевшее часы. В настоящее время от них осталось только отверстие в районе мансарды.
Построено здание на месте лавки купца Карла Меля, входившего в торговые ряды Пале-Рояля. Этого купца «нагрела» на крупную сумму мадам Блювштейн, она же легендарная Сонька Золотая ручка. Однако этот пренеприятный инцидент обернулся некой рекламой для Меля, и дела его после ограбления наоборот пошли в гору.
В этом доме с 1897 года размещалась редакция газеты «Одесский листок», при которой находилась типография и читальный зал. В газете сотрудничали известные журналисты, театральный критик и фельетонист Влас Дорошевич, И. Ф. Василевский («Буква»), С. Т. Герцо-Виноградский («Барон Икс»), А. М. Дерибас, «летописец порта» Л. О. Кармен, И. А. Бунин, В. П. Катаев.
Редактором-издателем «листка» и хозяином всего дома являлся Василий Васильевич Навроцкий. Он был очень уважаем всеми горожанами и занимался меценатством. Благодаря Навроцкому в 1891 году в Одессе появился первый автомобиль: возвращаясь из поездки по Франции, Василий Васильевич привёз один из первых экземпляров в последующем знаменитой фирмы марки «Panhard et Levassor». Это был самодвижущийся экипаж, с двигателем внутреннего сгорания, мощностью 2,5 лошадиных силы. Следует отметить, что это был первый автомобиль в Российской империи.
С 1919 года в этом здании, после закрытия «Одесского листка», располагалась редакция газеты «Одесский коммунист» (здесь начинал печататься Владимир Сосюра), позднее (1921—1922) — газеты «Станок» (сотрудником редакции был К. Г. Паустовский), затем — жилой дом, с 1946 года до недавнего времени — районный ЗАГС.

## Здание в кинематографе
У дома снят ряд сцен фильма «Приморский бульвар» — из него выходит после разговора с Жанной Львовной Илья Петрович Огоньков писать новый сценарий. Из подъезда этого же дома выбегают исполняющие танец страховые агенты.